# Alexandria (Nou Hampshire)
Alexandria és una població dels Estats Units a l'estat de Nou Hampshire. Segons el cens del 2000 tenia 1.329 habitants.

## Demografia
Segons el cens del 2000, Alexandria tenia 1.329 habitants, 504 habitatges, i 386 famílies. La densitat de població era d'11,9 habitants per km².
Dels 504 habitatges en un 31,5% hi vivien nens de menys de 18 anys, en un 64,7% hi vivien parelles casades, en un 7,5% dones solteres, i en un 23,4% no eren unitats familiars. En el 16,9% dels habitatges hi vivien persones soles el 6% de les quals corresponia a persones de 65 anys o més que vivien soles. El nombre mitjà de persones vivint en cada habitatge era de 2,64 i el nombre mitjà de persones que vivien en cada família era de 2,94.
Per edats la població es repartia de la següent manera: un 25% tenia menys de 18 anys, un 4,7% entre 18 i 24, un 31% entre 25 i 44, un 28% de 45 a 60 i un 11,3% 65 anys o més.
L'edat mediana era de 40 anys. Per cada 100 dones de 18 o més anys hi havia 99,8 homes.
La renda mediana per habitatge era de 42.667$ i la renda mediana per família de 45.938$. Els homes tenien una renda mediana de 31.367$ mentre que les dones 25.163$. La renda per capita de la població era de 19.323$. Entorn del 4,7% de les famílies i el 6,3% de la població estaven per davall del llindar de pobresa.